# Schönberg (Familienname)
Schönberg oder Schoenberg ist ein deutscher Familienname.

## Varianten
Schönberger, Schöneberg, Schöneberger, Schönenberg, Schönburg

## Adelsgeschlechter
- Schönberg (Adelsgeschlecht), sächsisch-thüringisches Adelsgeschlecht
- Schönberg auf Wesel, rheinland-pfälzisches Adelsgeschlecht, siehe Schönburg auf Wesel

## Namensträger
- Adam Friedrich von Schönberg (Hofbeamter, 1654) (1654–1707), deutscher Rittergutsbesitzer und Kammerherr
- Adam Friedrich von Schönberg (Hofbeamter, 1688) (1688–1751), deutscher Rittergutsbesitzer und Hofbeamter
- Adolf Schönberg (1813–1868), österreichischer Maler und Lithograf
- Alexander Schönberg (1892–1985), deutscher Chemiker
- Alexander zu Erbach-Schönberg (1872–1944), deutscher Adliger
- Alfons Diener von Schönberg (1879–1936), deutscher Heimatforscher
- Andreas von Schönberg (Lehnsmann) (1565/1566–1587), kursächsischer Lehnsmann
- Andreas von Schönberg (Oberkommandant) (1600–1688), deutscher Hofbeamter
- Arnold Schönberg (1874–1951), österreichischer Komponist
- Arthur Schönberg (1874–1943), österreichisch-deutscher Ingenieur
- August Leberecht Schönberg (1761–1825), deutscher Kaufmann
- Bessie Schönberg (1906–1997), amerikanische Tänzerin, Choreografin und Tanzpädagogin
- Carl August von Schönberg (1725–1806), deutscher Kammerherr
- Carl Heinrich Wilhelm Schönberg (1805–1865), deutscher Bibliothekar und Schriftsteller
- Caspar Carl Philipp Utz von Schönberg (1804–1864), deutscher Politiker
- Caspar Friedrich von Schönberg (1826–1903), königlich sächsischer Generalleutnant
- Claude-Michel Schönberg (* 1944), französischer Komponist
- Curt Adolph Dietrich von Schönberg (1749–1799), kurfürstlich-sächsischer Kammerherr und Rittergutsbesitzer
- Curt Alexander von Schönberg (1703–1761), kursächsischer Kammerherr, Oberberghauptmann und russischer Generalbergdirektor
- Donald von Schönberg (1854–1926), deutscher Rittergutsbesitzer und Hofbeamter
- E. Randol Schoenberg (* 1966), US-amerikanischer Anwalt
- Emil zu Erbach-Schönberg (1789–1828), deutscher Adliger
- Erica Schoenberg, Geburtsname von Erica Lindgren (* 1978), US-amerikanische Blackjack- und Pokerspielerin
- Erich Schoenberg (1882–1965), deutscher Astronom
- Ewald Schönberg (1882–1949), deutscher Maler
- Franz von Schönberg (Kammerherr) (1795–1861), deutscher Kammerherr und Rittergutsbesitzer
- Franz von Schönberg (General) (1855–1916), sächsischer Generalleutnant
- Franz Balthasar Schönberg von Brenkenhoff (1723–1780), deutscher Beamter und Staatsmann
- Fritz Schönberg (Diplomat) (1878–1968), deutscher Diplomat
- Fritz Schönberg (Tiermediziner) (1897–1963), deutscher Tiermediziner und Hochschullehrer
- Georg Ludwig II. zu Erbach-Schönberg (1723–1777), Graf aus dem Haus Erbach-Schönberg
- Gotthelf Friedrich von Schönberg (1631–1708), Herr auf Bieberstein, Lockwitz und Trebitz und sächsischer Kammerherr
- Gotthelf Friedrich von Schönberg (1681–1745),  Herr auf Thammenhain, Trebitz und Lauterbach und sächsischer Kammerherr
- Gustav von Schönberg (1839–1908), württembergischer Landtagsabgeordneter
- Gustav zu Erbach-Schönberg (1791–1813), deutscher Offizier
- Gustav Ernst zu Erbach-Schönberg (1739–1812) (1739–1812), Graf von Erbach-Schönberg, preußischer Generalmajor
- Gustav Ernst zu Erbach-Schönberg (1840–1908), Fürst und Graf zu Erbach-Schönberg, deutscher Adliger und Standesherr
- Hans Eberhard von Schönberg (1839–1883), deutscher Rittergutsbesitzer und Politiker
- Hans Friedrich von Schönberg (1655–1676), deutscher Rittergutsbesitzer und Hofbeamter
- Heinrich Schönberg (Mediziner) († 1486), deutscher Mediziner
- Heinrich Schönberg (Unternehmer) (1818–1850), deutscher Unternehmensgründer und Politiker, MdL Sachsen
- Heinrich Schönberg (Gewerkschafter) (1870–1919), deutscher Gewerkschafter
- Heinrich Albers-Schönberg (1865–1921), deutscher Mediziner
- Isaac Jacob Schoenberg (1903–1990), rumänisch-amerikanischer Mathematiker
- Jakob Schönberg (1900–1956), deutscher Komponist
- Johann Schönberg (Kupferstecher) (1780–1863), österreichischer Kupferstecher
- Johann Friedrich von Schönberg (auch Hans Friedrich von Schönberg; 1543–1614), deutscher Schriftsteller
- Johann Nepomuk Schönberg (1844–1913), österreichischer Maler und Illustrator
- Joergen Johann Albrecht von Schönberg (1782–1841), dänischer Mediziner
- Karl Eugen zu Erbach-Schönberg (1732–1816), österreichischer Offizier
- Kurt Schönberg (1877–1948), deutscher Verwaltungsjurist
- Kurt Adolph Dietrich von Schönberg (1749–1799), kurfürstlich-sächsischer Kammerherr und Rittergutsbesitzer, siehe Curt Adolph Dietrich von Schönberg
- Kurt von Schönberg (Offizier) (1862–1938), sächsischer Oberst
- Leo Schönberg (1928–2015), deutscher Jurist und Politiker (CDU)
- Leopold Schönberg von Brenkenhoff (1750–1799), deutscher Offizier und Militärschriftsteller
- Loren Schoenberg (* 1958), US-amerikanischer Musiker und Musikhistoriker
- Ludewig III. zu Erbach-Schönberg (1792–1863), deutscher Adliger
- Margarethe von Schönberg († 1580), sächsische Adlige und Wohltäterin
- Mário Schönberg (1914–1990), brasilianischer Physiker, siehe Mário Schenberg
- Maximilian zu Erbach-Schönberg (1787–1823), deutscher Standesherr
- Meinhard von Schönberg (1530–1596), deutscher Feldmarschall und Amtmann
- Nicole Schönberg (* 1984), deutsche Erotikdarstellerin und Model, siehe Anike Ekina
- Nuria Nono-Schoenberg (* 1932), Tochter Arnold Schönbergs, Witwe Luigi Nonos und Schönberg-Biographin
- Oskar Schönberg (Lieder-Jahn; 1892–nach 1954), deutscher Lyriker und Liedtextdichter
- Otto von Schönberg (Ritter), Ritter, siehe Burg Schönecken #Fehde Hartards von Schönecken mit Otto von Schönberg
- Otto-Friedrich von Schönberg (1924–2008), deutscher Politiker (DP, CDU), MdL Nordrhein-Westfalen
- Otto Ludwig Christof von Schönberg (1824–1916), deutscher Hofbeamter und Politiker, MdL Sachsen
- Peter Schmidt-Schönberg (* 1942), deutscher Maler
- Richard Schönberg-Gerbstedt (1860–nach 1929), deutscher Verleger
- Salomon Schönberg (1879–1958), Schweizer Gerichtsmediziner
- Stefan Schönberg (* 1969), deutscher Radiologe und Hochschullehrer
- Stig Gustav Schönberg (* 1933), schwedischer Komponist und Organist
- Victor zu Erbach-Schönberg (1880–1967), deutscher Diplomat und Adliger
- Wolf Christian von Schönberg (1727–1786), kurfürstlich-sächsischer Landeshauptmann der Oberlausitz sowie Rittergutsbesitzer